# 옌산역
옌산역(중국어: 燕山站)은 중화인민공화국 베이징시 팡산구 잉펑 가도 옌팡로에 위치한 베이징 지하철 옌팡선의 지하철역으로, 2025년 기준 베이징 지하철 노선망의 가장 서쪽에 위치한 역이다. 이 역은 2015년에 구조적 폐쇄를 달성하였고, 2017년 12월 30일 옌팡선 본선 개통과 함께 개장하였다.

## 위치
이 역은 서남6환로 외부의 팡산신청 옌팡 조단, 옌팡로(燕房路) 중간에 위치하고, 북쪽에는 옌산 병원이 있다.

## 역 구조
이 역은 2기둥 3경간 구조의 고가 3층 역사로 건축 면적은 4,536㎡이다. 1층에는 변전소, 2층에는 대합실과 장비실, 3층은 섬식 승강장이다.

### 층별 구조
| 3층 승강장 층 | ←                               | ■ 옌팡선 하차 전용 승강장                  |
| 3층 승강장 층 | 섬식 승강장, 왼쪽 출입문이 열림 |                                            |
| 3층 승강장 층 | →                               | ■ 옌팡선 옌춘 동 방면 (팡산청관)           |
| 2층 대합실 층 | 대합실                          | 고객센터, 자동 발매기, 출입 게이트, 장비실 |
| 지면층        | 지면                            | A-B출입구, 변전소                          |

### 대합실
이 역의 대합실은 역사 2층에 위치하며, 유료 구역은 대합실 양쪽 끝에 위치한다. 승강장으로 가는 화장실과 에스컬레이터는 북쪽 유료 구역에 위치한다.

### 승강장
이 역은 역사 3층에 섬식 승강장이 있고, 각 승강장에는 반밀폐형 스크린도어가 설치되어 있다. 승강장 중앙에는 폐쇄식 대기실이 있고, 승강장 양쪽에는 계단과 검사실이 있으며, 승강장 양쪽 끝에는 예술 벽화가 있고, 북쪽 끝의 예술 벽화는 엇갈린 파이프를 통해 옌산 석화의 산업 현대화 과정을 보여주고 있다. 사진에서 이어지는 파이프 부분은 대기 승객을 위한 좌석 역할을 하며, 남쪽 끝의 예술 벽화는 석화동의 종유석 패턴으로 디자인되었다.

승강장 전경(2018년 1월 촬영)

## 출입구
이 역에는 A, B 두 개의 출입구가 있다. 각각 옌팡로의 북, 남쪽에 위치하고 둘 다 엘리베이터가 설치되어 있다.
|                         |                | |      |             |
| 출구                    | 지시           | 출구 인근 | 사진 | 무장애 시설 |
| 出口 · A · 1            | 옌팡로(燕房路) | 옌팡로(燕房路) 동측, 옌산 지역사회 보건 서비스 센터(燕山社区卫生服务中心), 옌산 질병통제예방센터(燕山疾病预防控制中心), 옌산 체육관(燕山体育馆) |      |             |
| 出口 · A · 2            | 옌팡로(燕房路) | 옌팡로(燕房路) 동측, 옌산 지역사회 보건 서비스 센터(燕山社区卫生服务中心), 옌산 질병통제예방센터(燕山疾病预防控制中心), 옌산 체육관(燕山体育馆) |      | 빈칸        |
| 出口 · B · 1            | 옌팡로(燕房路) | 옌팡로(燕房路) 서측, 베이징 사범대학 부속 옌화 중학교(北京师范大学燕化附中), 베이징 교과원 샹양 중학교(北京教科院向阳中学), 훙타 공원(宏塔公园) |      | 빈칸        |
| 出口 · B · 2            | 옌팡로(燕房路) | 옌팡로(燕房路) 서측, 베이징 사범대학 부속 옌화 중학교(北京师范大学燕化附中), 베이징 교과원 샹양 중학교(北京教科院向阳中学), 훙타 공원(宏塔公园) |      |             |
| 아이콘 설명: 엘리베이터 |                | |      |             |

## 사진
- 대합실 (2018년)
- 대합실 (2023년)
- 승강장 (2018년)
- 승강장 (2023년)
- 옌산역 항공촬영1
- 옌산역 항공촬영2
- 옌팡선 종단부
- 종점 역명판

## 주해
1. ↑  건설 및 기획 단계에서는 옌화역(燕化站)으로 불리었다.